# Maskil
Maskil (hebrejsky ‏מַשְׂכִּיל‏‎‎, též v‎ mn.č. maskilim) je hebrejský výraz pro velmi moudrého či „osvíceného člověka“.

## Užití výrazu
Tohoto termínu rád užíval Abraham ibn Ezra v případech, kdy v obavě z obvinění z volnomyšlenkářství vyjádřil své názory pouze v náznacích a při tom dodával: והמשכיל יבין - a moudrý, porozumí. (Tohoto epitetu rádi užívali staří Karaité).  
V pozdější době výraz „maskilismus“ představoval celý proud v historii židovského kulturního osvícenství. 
„Maskilim“ bylo označení zastánců sekulárního poznání, které se snažili šířit prostřednictvím židovské literatury. O světonázoru Maskilim, jejich aspiracích a roli, kterou hráli v židovském životě a literatuře, pojednává hnutí Haskala.  
Chasidští židé pod pojmem „maskilim“, na rozdíl od „Oveda“ (hebr. ‏עובד אלוהים‏‎‎‎ - Boží služebník), chápali znalce odborné chasidské literatury. 